# Matti Luttinen
Vilho Matti Luttinen  (né le 14 mai 1936 à Haapavesi et mort le 14 mai 2009 à Lahti) est un homme politique finlandais,. 

## Biographie
L'enfance de Matti Luttinen est matériellement difficile. 
Sa mère décéde en 1944, son frère aîné est blessé lors de la guerre de continuation et son deuxième frère aîné décède.
En 1948, Matti Luttinen part habiter chez son frère à Pyhäranta, où il fréquente l'école primaire de Rohdainen. Un an plus tard, il retourné à Haapavesi.
Il termine l'école secondaire en 1951.
Le père de Matti Luttinen a contracté la tuberculose pulmonaire en 1936 et il décéde en 1952.
À l'âge de 16 ans, Matti Luttinen doit subvenir à ses besoins et à ceux de ses frères et sœurs plus jeunes.
Matti Luttinen commence a travailler en 1952 en tant que découpeur de viande à l'usine alimentaire Mensa à Hämeenlinna.
Matti Luttinen occupera divers postes dans l'usine jusqu'en 1960, date à laquelle il est embauché par l'usine de transformation de la viande OTK de Lahti.
Il y travaille jusqu'en 1965 et y est délégué syndical de 1962 à 1965.

## Carrière politique
Matti Luttinen est député SDP de la circonscription de Sud Häme du 27 septembre 1975 au- 23 mars 1995.
Matti Luttinen est vice-ministre de l'Intérieur du  gouvernement Sorsa IV (06.05.1983–30.09.1983), ministre de l'Intérieur du  gouvernement Sorsa IV  (01.10.1983–30.11.1984) ainsi que Ministère des Transports du  gouvernement Sorsa IV (01.12.1984–29.04.1987).
De 1965 à 1969, il est secrétaire de l'Association municipale sociale-démocrate de Lahti, puis il travaillé comme secrétaire de la Coopérative de Lahti, chef du département de l'information et des relations publiques et secrétaire des administrations jusqu'à son élection aux élections législatives de 1975.